# Temple (Pennsylvanie)
Pour les articles homonymes, voir Temple (homonymie).
Temple est une census-designated place située dans le comté de Berks, dans le Commonwealth de Pennsylvanie, aux États-Unis. Sa population s’élevait à 1 877 habitants lors du recensement de 2010.

## Histoire
La localité a été nommée d’après une auberge nommée Solomon’s Temple. Temple a été un borough jusqu’à ce qu’il soit désincorporé le 1er janvier 1999.